# دایره (رمان)
دایره یک ۲۰۱۳ رمان توسط نویسنده آمریکایی دیو اگرز..

## خلاصه داستان
1. ↑  «Publisher Alfred A. Knopf announcement of new novel by Eggers "The Circle"». بایگانی‌شده از اصلی در ۲۴ سپتامبر ۲۰۱۳. دریافت‌شده در ۱ مه ۲۰۱۷.
2. ↑  Article: "Eggers new novel shuns the Internet"
3. ↑  Wall Street Journal review of Eggers' "The Circle"